# Алеутська острівна дуга
Алеутська острівна дуга або Алеутсько-Командорська острівна дуга (англ. Aleutian Island Arc) — вулканічна дуга. Складається з низки активних і сплячих вулканів, які сформувалися в результаті субдукції вздовж Алеутської западини.
Алеутська дуга віддзеркалює субдукцію Тихоокеанської плити під Північноамериканську. Простягається на 3000 км від півострова Камчатка на заході до затоки Аляска на сході, відокремлює Берингове море від Тихого океану. Протока Унімак у південно-західній частині півострова Аляска є переходом від внутрішньо-океанічної на заході до континентальної дуги на сході. Уздовж океанічної частини зони субдукції, конвергенція варіюється від 6,3 см/рік і напрямку NNW на сході до 7,4 см / рік на NW на заході (DeMets і Діксон 1999).

## Геологія
Алеутська острівна дуга — відносно молода структура, що закладена в еоцені (37 MA) на океанічній земній корі. У ній ще не встиг повсюдно сформуватися «гранітний» шар земної кори. Малопотужні лінзи «гранітного» шару є тільки на деяких острівних брилах на сході дуги і на півострові Аляска, а також на її крайньому заході — на Командорських островах. «Базальтовий» шар має в межах дуги підвищену потужність. При загальній потужності земної кори в східній і західній частинах дуги близько 30 км «базальтовий» шар становить приблизно дві третини її. Покрівля «базальтового» шару утворює склепіння, приурочені до осей острівних брил і підводних хребтів. На поверхні «базальтового» шару залягає вулканогенно-осадовий шар потужністю в декілька км.
Вулканізм розвинувся протягом чотирьох циклів. Для четвертого, плейстоцен-сучасного, характерне посилення диференціації базальтової магми. Проте зміст кислих порід не перевищує 10 %. Головну масу вулканічних порід (60 %) складають базальти. На частку андезитів припадає 30 %.
Алеутська острівна дуга розташована між крайовою депресією Берингового моря на півночі та Північно-Тихоокеанської улоговиною на півдні. Острови утворюють відокремлені архіпелаги, відповідно новітнім бриловим структурам.
Вулканізм в межах Алеутської дуги зазнав складний розвиток. Виділяються чотири його етапи: еоценовий, олігоцен-міоценовий, пліоценовий, плейстоцен-сучасний. Під час кожного з них відбувалася складна зміна типів вулканізму від кислого до основного, і навпаки.
У пліоцені сформувалися великі кальдери, сталася сильна диференціація лав (від базальтів до дацитів), загальне зменшення лужності лав, накопичення толеїтових базальтів і андезитів. У плейстоцені ці процеси продовжилися, диференціація лав посилилася (від базальтів до ріолітов на сході Алеутської дуги). Для плейстоцен-сучасного вулканізму характерно загальне зменшення масштабів прояву, локалізація навколо відносно нечисленних центрів, пов'язаних з коровою і мантійними магматичними вогнищами.
Ці процеси особливо інтенсивно проявилися в східній частині дуги — на півострові Аляска. Один різновид їх обумовлений діяльністю корових вогнищ, розташованих на глибинах 10 — 20 км, Прикладом є вулкани Катмайської групи. Інший різновид пов'язаний з мантійними вогнищами базальтово-андезитової магми. Приклади їх — кальдери гавайського типу на щитових базальтових вулканах Веніамінова і Аніакчак.

## Географія
Має поділ:
- Командорські острови
  - Острів Беринга
  - Мідний острів
- Ближні острови
  - Атту
  - Агатте
  - острівна група Семичі

- Щурячі острови (близько 15 шт.)
- Андреянівські острови (30 шт.)
- острови Шумагіна
- Лисячі острови (31 шт.)

## Вулкани
Вулкани Алеутської острівної дуги
- Акутан Пік
- Амукта
- Аніакчак
- Блек-Пік
- Великий Ситкин
- Веніамінова
- Вільямс (підводний вулкан)
- Всевидова
- Герберт
- Гілберт (Акун)
- Гора Дана
- Горілий
- Дабл-Пік
- Денісон
- Еммонс
- Іліамна
- Ісаноцький
- Кагаміл
- Кагуяк-Кратер
- Кальдера Кратер Бей
- Кальдера Окмок
- Кальдера Фішер
- Канага
- Карлайл
- Касаточий
- Катмай
- Киска
- Конюжий
- Коровинський
- Магейк
- Макушин
- Малий Ситкін
- Мартін (вулкан)
- Моржевий
- Моффетт
- Найф-Пік
- Острів Амак
- Острів Богослов
- Острів Булдирь
- Острів Огастин
- Острів Святого Георгія
- Острів Святого Павла
- Острів Сегула
- Павлова
- Пайр Пік
- Пеулік
- Погромний
- Редутський
- Речешний
- Роунд Топ
- Сергіївський
- Спурр
- Танага
- Тредер
- Тридент
- Тулік
- Уляга
- Форпікд, Дуглас
- Хагінак з конусом Шишалдіна
- Хейг
- Цербер
- Чагулак
- Чигінагак
- Чупшадак
- Юнаска